# ルール (映画)
『ルール』（原題：Urban Legend）は、1998年に公開されたアメリカ合衆国のホラー映画。原題の『Urban Legend』は「都市伝説」の意味。ニューイングランド地区にある大学を舞台に、複数の都市伝説になぞらえる形で起こる猟奇殺人を描く。日本公開時のキャッチコピーは「知ってれば死なずに済んだのに」であった。

## ストーリー
ナタリーの通う大学では、25年前、精神に異常をきたした教授が寮の生徒を全員惨殺し、教授も最後に自分の心臓を突き刺して死んだという言い伝えがあった。これは「スタンリー寮における殺人」という都市伝説として、学生らの間で広まっていた。しかしその真偽のほどは分からず、ナタリーは「単なる噂」と考えていた。だが、彼女の周りで、都市伝説になぞらえた殺人事件が起こり始めた。

## 出演
| 役名                         | 俳優                             | 日本語吹替 |
| ---------------------------- | -------------------------------- | ---------- |
| ナタリー・サイモン           | アリシア・ウィット               | 山崎美貴   |
| ポール・ガードナー           | ジャレッド・レト                 | 菊池正美   |
| ブレンダ・ベイツ             | レベッカ・ゲイハート             | 湯屋敦子   |
| リーズ・ウィルソン           | ロレッタ・デヴァイン             | 高乃麗     |
| ミシェル・マンシーニ         | ナターシャ・グレグソン・ワグナー | 本田貴子   |
| デイモン・ブルックス         | ジョシュア・ジャクソン           | 大黒和広   |
| トッシュ・ガーネリ           | ダニエル・ハリス                 |            |
| サーシャ・トーマス           | タラ・リード                     | 三石琴乃   |
| パーカー・ライリー           | マイケル・ローゼンバウム         | 家中宏     |
| 用務員                       | ジュリアン・リッチングス         | 長島雄一   |
| アダムス学長                 | ジョン・ネヴィル                 | 石森達幸   |
| ウィリアム・ウェクスラー教授 | ロバート・イングランド           | 納谷六朗   |
| マイケル・マクダーネル       | ブラッド・ドゥーリフ             |            |

## 参考
1. 1 2  “Urban Legend (1998)” (英語). Box Office Mojo. 2011年3月8日閲覧。